# 3520 Klopsteg
A 3520 Klopsteg (ideiglenes jelöléssel 1952 SG) a Naprendszer kisbolygóövében található aszteroida. Indiana University fedezte fel 1952. szeptember 16-án.